# Sanzhiyang
Sanzhiyang (kinesiska: 三只羊乡, 三只羊) är en socken i Kina. Den ligger i den autonoma regionen Guangxi, i den södra delen av landet, omkring 180 kilometer norr om regionhuvudstaden Nanning. Antalet invånare är 13612. Befolkningen består av 6 657 kvinnor och 6 955 män. Barn under 15 år utgör 28,0 %, vuxna 15-64 år 60 %, och äldre över 65 år 10,0 %.
Genomsnittlig årsnederbörd är 1 962 millimeter. Den regnigaste månaden är juni, med i genomsnitt 354 mm nederbörd, och den torraste är februari, med 41 mm nederbörd.